# Сычёво (Крым)
Сычёво (до 1948 года Сача́л; укр. Сичове, крымскотат. Saçal, Сачал) — исчезнувший посёлок в Черноморском районе Республики Крым, располагавшееся на востоке района, в степной части Крыма в одной из Донузлавских балок, примерно в 2 километрах восточнее современного села Хмелево.

## История
Впервые в доступных источниках поселение встречается на военно-топографической карте 1836 года, на которой в деревне Чачал 5 дворов и на карте 1842 года, где оно обозначено как Чачал условным знаком «малая деревня», то есть, менее 5 дворов. Вновь, как хутор Сакав Отузского участка Курман-Аджинской волости упомянут в «…Памятной книжке Таврической губернии на 1892 год», без указания числа жителей.
Земская реформа 1890-х годов в Евпаторийском уезде прошла после 1892 года, в результате Сачал приписали к Донузлавской волости.
По «…Памятной книжке Таврической губернии на 1900 год» деревня стояла разорённая и жителей не числилось. По Статистическому справочнику Таврической губернии. Ч.II-я. Статистический очерк, выпуск пятый Евпаторийский уезд, 1915 год, в селе Чачал (или Сачал) Донузлавской волости Евпаторийского уезда числилось 35 дворов с татарскими жителями (33 двора с землёй, 2 — безземельные) в количестве 150 человек приписного населения и 26 — «постороннего», из которых 107 мужчин и 69 женщин. Жители владели 975 десятинами удобной земли. В хозяйствах имелось 64 лошади, 40 волов, 28 коров и 300 голов мелкого скота.
После установления в Крыму Советской власти, по постановлению Крымревкома от 8 января 1921 года № 206 «Об изменении административных границ» была упразднена волостная система и образован Евпаторийский уезд, в котором создан Ак-Мечетский район и село вошло в его состав, а в 1922 году уезды получили название округов. 11 октября 1923 года, согласно постановлению ВЦИК, в административное деление Крымской АССР были внесены изменения, в результате которых округа были отменены, Ак-Мечетский район упразднён и село вошло в состав Евпаторийского района. Согласно Списку населённых пунктов Крымской АССР по Всесоюзной переписи 17 декабря 1926 года, в селе Сачал, Ак-Коджинского сельсовета Евпаторийского района, числилось 38 дворов, все крестьянские, население составляло 183 человека, все татары, действовала татарская школа. Согласно постановлению КрымЦИКа от 30 октября 1930 года «О реорганизации сети районов Крымской АССР», был восстановлен Ак-Мечетский район (по другим данным 15 сентября 1931 года) и село вновь включили в его состав. По данным всесоюзной переписи населения 1939 года в селе проживало 211 человек.
В 1944 году, после освобождения Крыма от фашистов, согласно Постановлению ГКО № 5859 от 11 мая 1944 года, 18 мая крымские татары села были депортированы в Среднюю Азию. С 25 июня 1946 года Сачал в составе Крымской области РСФСР. Указом Президиума Верховного Совета РСФСР от 18 мая 1948 года, Сачал переименовали в Сычёва. 26 апреля 1954 года Крымская область была передана из состава РСФСР в состав УССР. С начала 1950-х годов, в ходе второй волны переселения (в свете постановления № ГОКО-6372с «О переселении колхозников в районы Крыма»), в Черноморский район приезжали переселенцы из различных областей Украины. Время включения в состав Новоивановского сельсовета пока не выяснено: на 15 июня 1960 года посёлок Сычёво уже числился в его составе. Ликвидировано Сычёво до 1968 года, как посёлок Новоивановского сельсовета.